# Höckendorf (Klingenberg)
Höckendorf ist ein Ortsteil der sächsischen Gemeinde Klingenberg im Landkreis Sächsische Schweiz-Osterzgebirge.

## Geographie und Verkehr
Höckendorf befindet sich etwa 20 km südwestlich der Landeshauptstadt Dresden und ca. 10 km nordwestlich der Stadt Dippoldiswalde, zwischen Tharandter Wald und Osterzgebirge. Die B 173 verläuft nördlich und die B 170 östlich des Ortes. Südwestlich von Höckendorf liegt die Talsperre Klingenberg.

## Geschichte

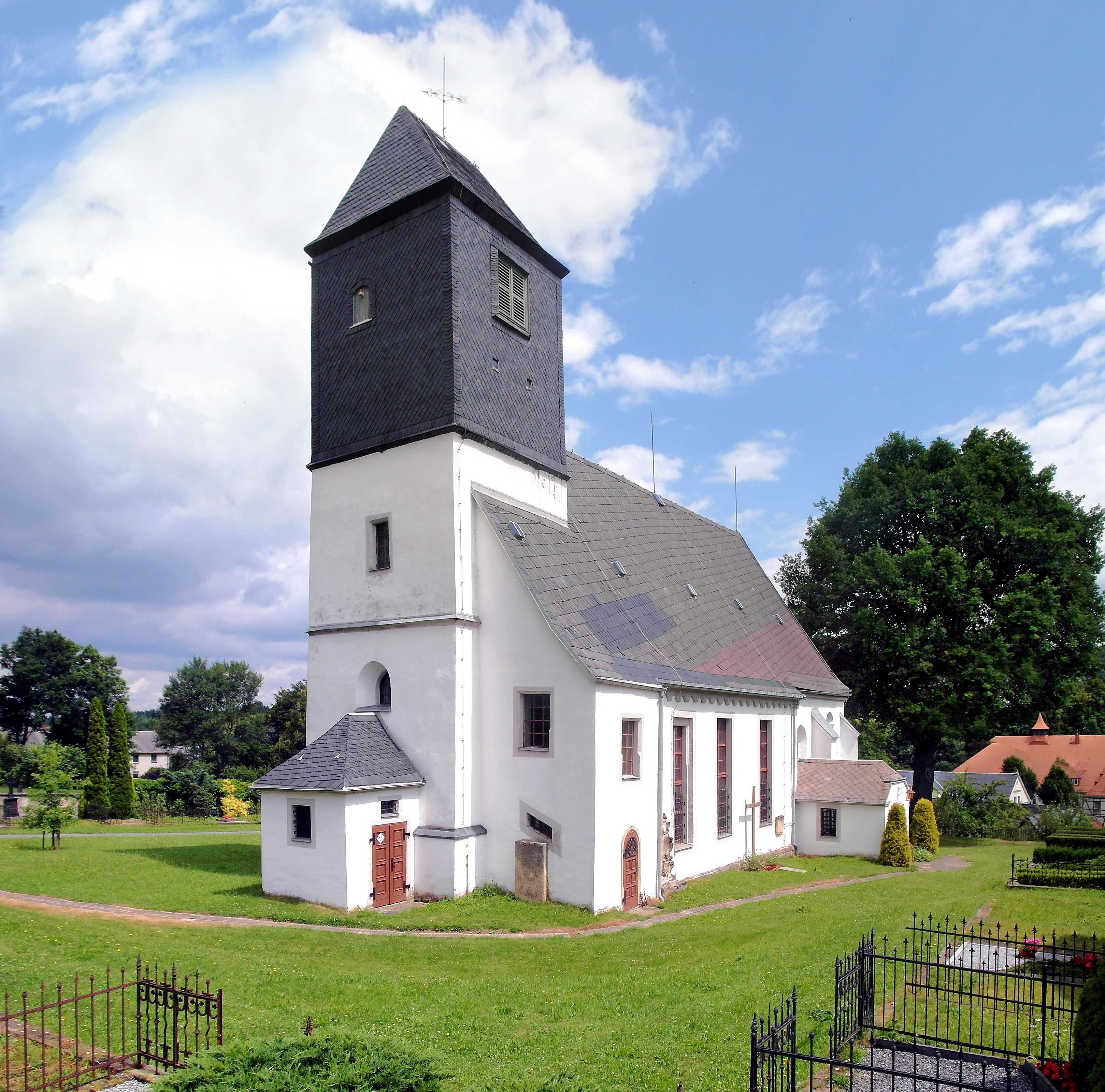
Kirche Höckendorf

Der Ort wurde vermutlich unter der Ägide der Burggrafen von Dohna durch deren Dienstmann Hoiko (1198: Hoiko von Dohna, 1235: Hoiko von Höckendorf überliefert) gegründet. Im Jahr 1235 erfolgte die erste urkundliche Erwähnung Höckendorfs, das vom 14. bis zum 16. Jh. von den Rittern von Theler geprägt wurde.
Höckendorf ist ein Waldhufendorf. Rechts und links des Höckenbaches und der parallel verlaufenden Dorfstraße liegen auf 2,5 km Länge die Gehöfte; von hier aus erstreckten sich früher die Waldhufen, d. h. die Flurstücke der Hofbesitzer, langgestreckt und nebeneinander die seitlichen Hänge hoch. Durch die Flurneuordnungen der Neuzeit, insbesondere die Kollektivierung nach 1958, und das Überpflügen der Feldwege sind die Waldhufen heute nicht mehr sichtbar. Viele der Gehöfte, vor allem im Süden des Dorfes, sind in ihrem Baustil und ihrer Größe als Neubauten des 19. und frühen 20. Jahrhunderts zu erkennen; zumeist sind es Dreiseithöfe mit der offenen (Zaun-)Seite zur Dorfstraße, mit Untergeschoss, zwei Vollgeschossen darüber sowie dem Dachgeschoss.
Für das späte Mittelalter werden in der frühen historischen Literatur zu Höckendorf lokale Bergwerke genannt, die Silber und Gold förderten. In diesem Zusammenhang wird das Jahr 1330 erwähnt, Betreiber war die ortsansässige Adelsfamilie von Theler; Joseph Benno von Theler verkauft 1565 sein Bergwerk an Kurfürst August von Sachsen.
Das Erbgericht mit der Erbschänke am Schenkberg wurde bereits im Jahre 1507 unter seinem Besitzer, dem ansässigen Richter Nikol Geyer, erwähnt und ist heute das Hotel-Gasthof zum Erbgericht. Es beherrscht die bauliche Situation im verdichteten Dorfkern, zu dem auch die ehemalige Dorfschmiede, das ehemalige Schulhaus (heute Rathaus der Gemeinde Klingenberg) sowie ehemals gewerblich genutzte Gebäude (Bäuerliche Handelsgenossenschaft, vor allem für Getreideverarbeitung und -lagerung) gehören, letztere heute überwiegend für Dienstleistungsnutzungen (Hotel, personenbezogene Dienstleistungen wie Friseurgeschäft, Blumenladen, Bäckerei, Lebensmitteleinzelhandel u. ä.) umgewandelt. Ein älteres Schulhaus wird Bereits 1659 mit dem hier bis 1678 tätigen Schulmeister Christian Kläditz ab 1678 Besitzer des Vorwerk Ruppendorf genannt.
Der regionale Maler Herr Philipp Staude aus Reichstädt erwarb am 29. April 1614 das zum Theler’schen Rittergut gehörende Vorwerksgut von Georg Lißberger, der es am 26. September 1609 von Merten Weise erwarb. Das Vorwerksgut selbst wurde im Jahre 1586 an 7 Landbesitzer aufgeteilt.
Der Dreißigjährige Krieg und die Pest sind in Höckendorf und den zugehörenden Ortschaften zu spüren, 1632 sind im Kirchbuch 149 verstorbene Personen gelistet, der Neue Gottesacker wurde in dieser Zeit erstmals belegt.
Die Grundsteinlegung zum Bau des heutigen (stattlichen) Pfarrhauses erfolgte nach dem Abbruch des Vorgängerbaus am 16. Juli 1698 durch den Maurergesellen Christoph Vogel, welcher nach 26 Wochen Bauzeit das Haus fertigstellte und seinen Meistertitel erlangte.
Im Jahre 1871 wurde in Höckendorf eine Sparkasse gegründet. Die Gründung der Freiwilligen Feuerwehr erfolgte am 3. Februar 1901 mit 40 Kameraden.
Zwischen 1891 und 1892 erfolgte der Ausbau der Straße von Höckendorf über ein Teilstück der Butterstraße mit einem Neubau am Ortsausgang in Richtung Borlas auf die Höhe zum Marktsteig, wo bereits im Jahre 1888 die Neue Straße bis Borlas gebaut wurde, die heute die Verbindungsstraße zwischen den beiden Ortschaften bildet.
Am 1. Januar 1991 wurde Obercunnersdorf eingemeindet. Borlas folgte am 1. Januar 1994, am 1. März 1994 gaben Beerwalde und Ruppendorf mit Paulshain ihre Eigenständigkeit auf. Am 31. Dezember 2012 erfolgte der Zusammenschluss von Pretzschendorf und Höckendorf zur Gemeinde Klingenberg. Vor der Auflösung bestand die Gemeinde Höckendorf aus den sechs Ortsteilen Höckendorf (mit Edle Krone), Beerwalde, Borlas, Ruppendorf, Paulshain und Obercunnersdorf.
| Wahl                          | Bürgermeister         | Vorschlag | Wahlergebnis (in %) |
| ----------------------------- | --------------------- | --------- | ------------------- |
| Auflösung (siehe Klingenberg) |                       |           |                     |
| 2006                          | Torsten Schreckenbach | Höck WV   | 53,5                |
| 2001                          | Jürgen Schreckenbach  | CDU       | 97,1                |

### Burgstall Höckendorf
Im Jahr 1940 führte Helmuth Gröger die Burg Höckendorf im Erzgebirge (bzw. bei Tharandt)  als zerstörte Burg (Burgstall) auf. 1198 ist (Burg) Höckendorf „mittelbar“ (indirekt?) urkundlich belegt.

## Bilder von Höckendorf und Umgebung

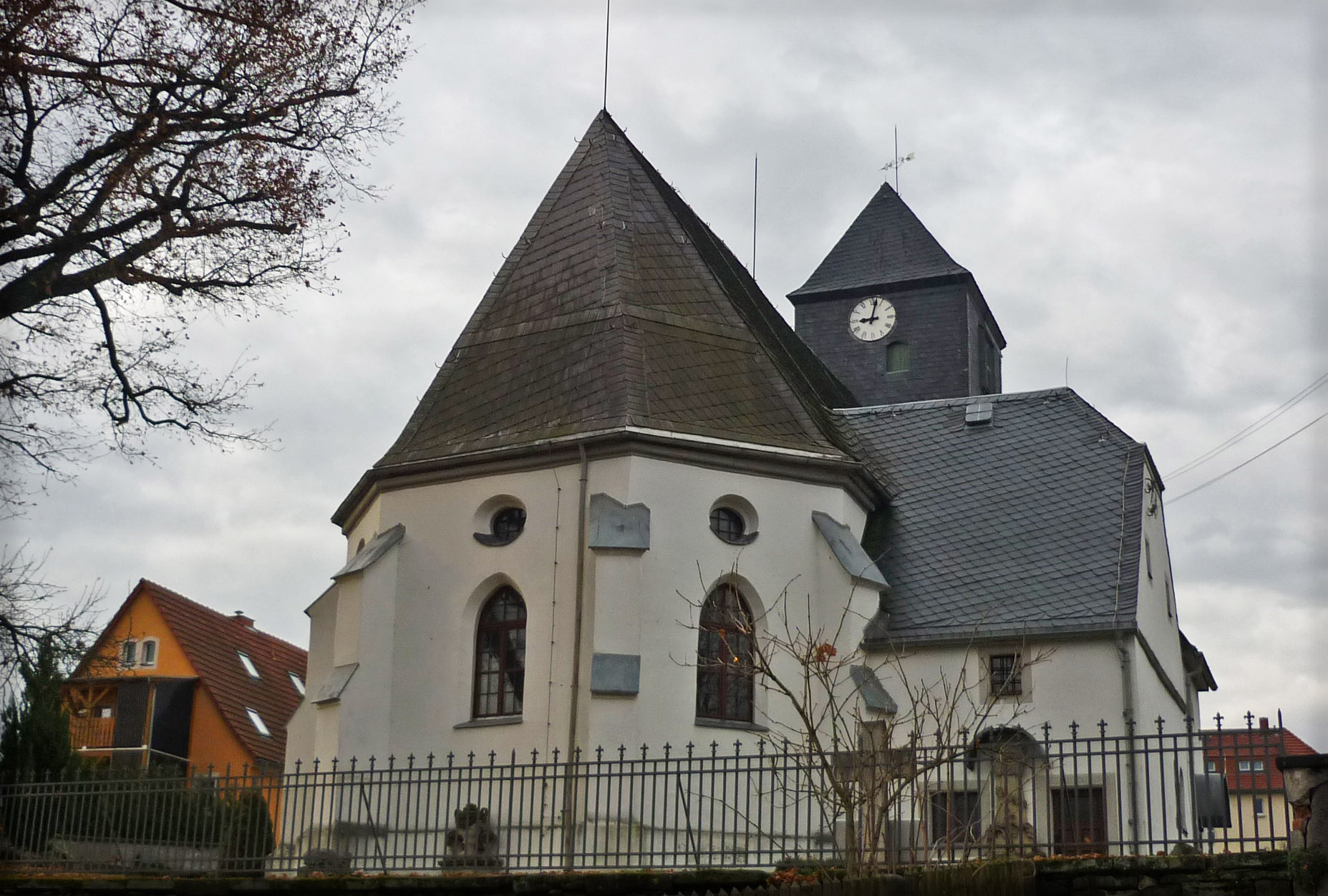
Kirche in Höckendorf
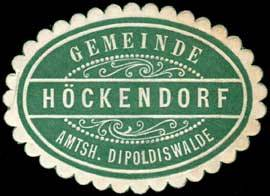
Siegelmarke der Gemeinde Höckendorf
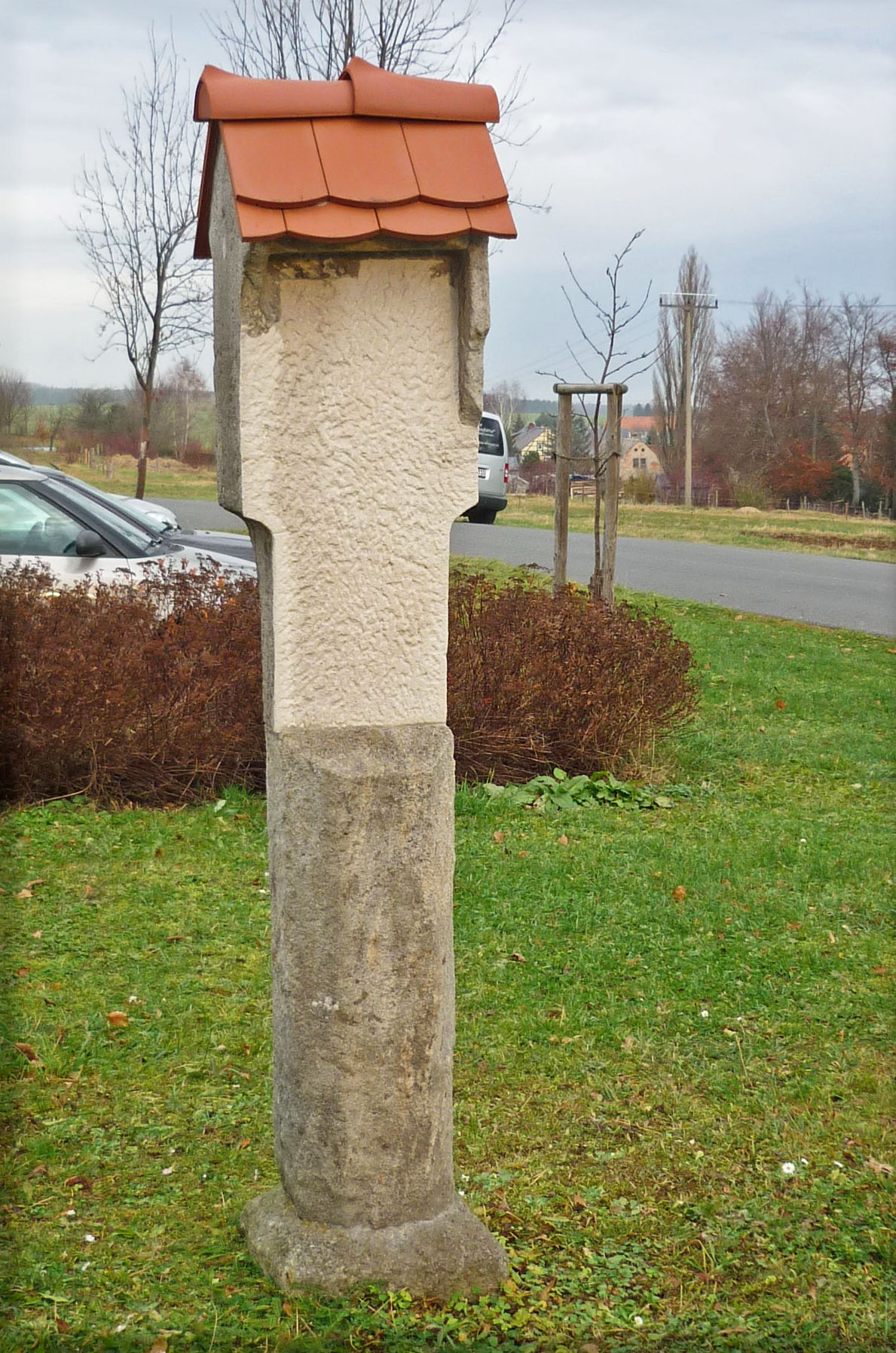
Thelersäule in Höckendorf

## Sehenswürdigkeiten

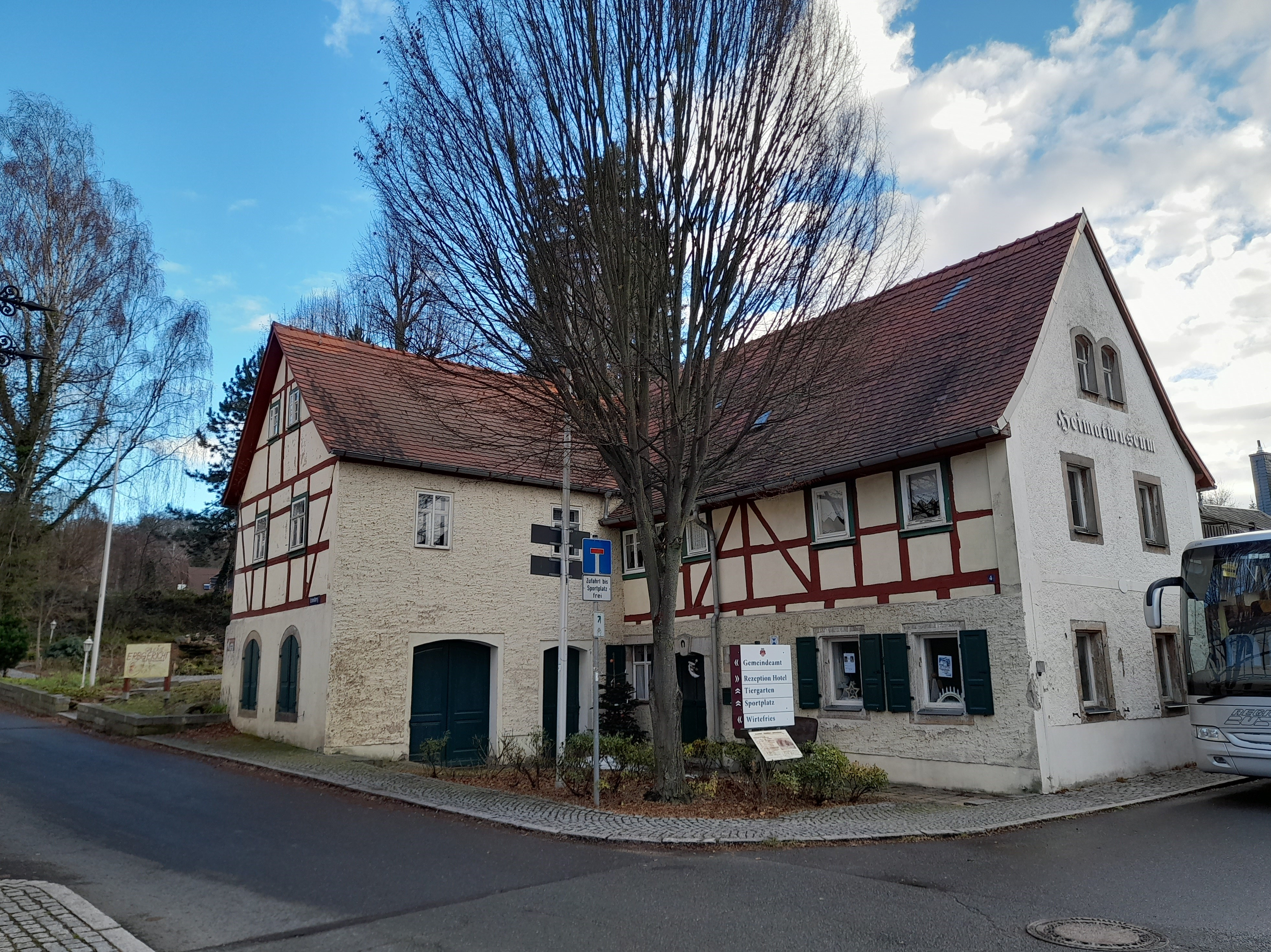
Heimatmuseum Höckendorf (Klingenberg) in der ehemaligen Wolfsschmiede

- Heimatmuseum, alte Hofschmiede von Höckendorf
- Die drei sogenannten Thelersäulen (Bet- bzw. Martersäulen) in und bei Höckendorf und Obercunnersdorf
- Romanische Kirche in Höckendorf, um 1325 erbaut (einschließlich Nachbargebäude auf den Grundmauern der ehemaligen Burg bzw. des Rittergutes der Ritter von Theler) am Heiligen Weg
- Höckendorfer Tiergarten

## Persönlichkeiten
- Hermann Langer (* 6. Juli 1819 in Höckendorf; † 8. September 1889 in Dresden), Organist und Universitätsmusikdirektor der Universität Leipzig
- Ernst Heinrich Kohl (* 4. Dezember 1825 in Höckendorf; † 23. Februar 1901 in Weimar), Eisenbahndirektor und Zivilingenieur
- Richard Guhr (* 30. September 1873 in Schwerin; † 27. Oktober 1956 in Höckendorf), Maler und Bildhauer
- Franz Werner Bobe (* 22. Februar 1902 in Höckendorf; † 16. April 1947 in Prag-Pankrác), deutsch-tschechischer Ordenspriester und Gestapo-Spitzel
- Gottfried Pohlan (* 12. Februar 1927 in Höckendorf; † 30. November 1989 in Suhl), Endurosportler
- Bruno Konrad (* 13. Dezember 1930 in Kaunas, Litauen; † 25. März 2007 in Höckendorf), Maler und Grafiker
- Ulrich Heber (* 25. Oktober 1930 in Freital; † 12. Juni 2016 in Höckendorf), Photosynthese-Forscher, Leibniz-Preisträger 1986, Mitglied der Deutschen Akademie der Naturforscher Leopoldina